# Takaoka (Toyama)
Takaoka (高岡市 Takaoka-shi?) es una ciudad que se encuentra en Toyama, en la zona centro norte de la isla de Honshu, Japón. 
Desde el 1 de octubre de 2010, la ciudad tiene un estimado de población de 177,552 habitantes y una densidad de población de 847.99 personas por km². La superficie total es de 209.42 km².
Situada en la parte noroeste de la prefectura de Toyama, es la ciudad central de su Distrito Oeste. Takaoka cubre la superficie octava más grande de la prefectura de Toyama y tiene la segunda población más grande después de la Ciudad Toyama. 
Takaoka se convirtió en una ciudad el 1 de abril de 1889, desgajada del distrito de Imizu.

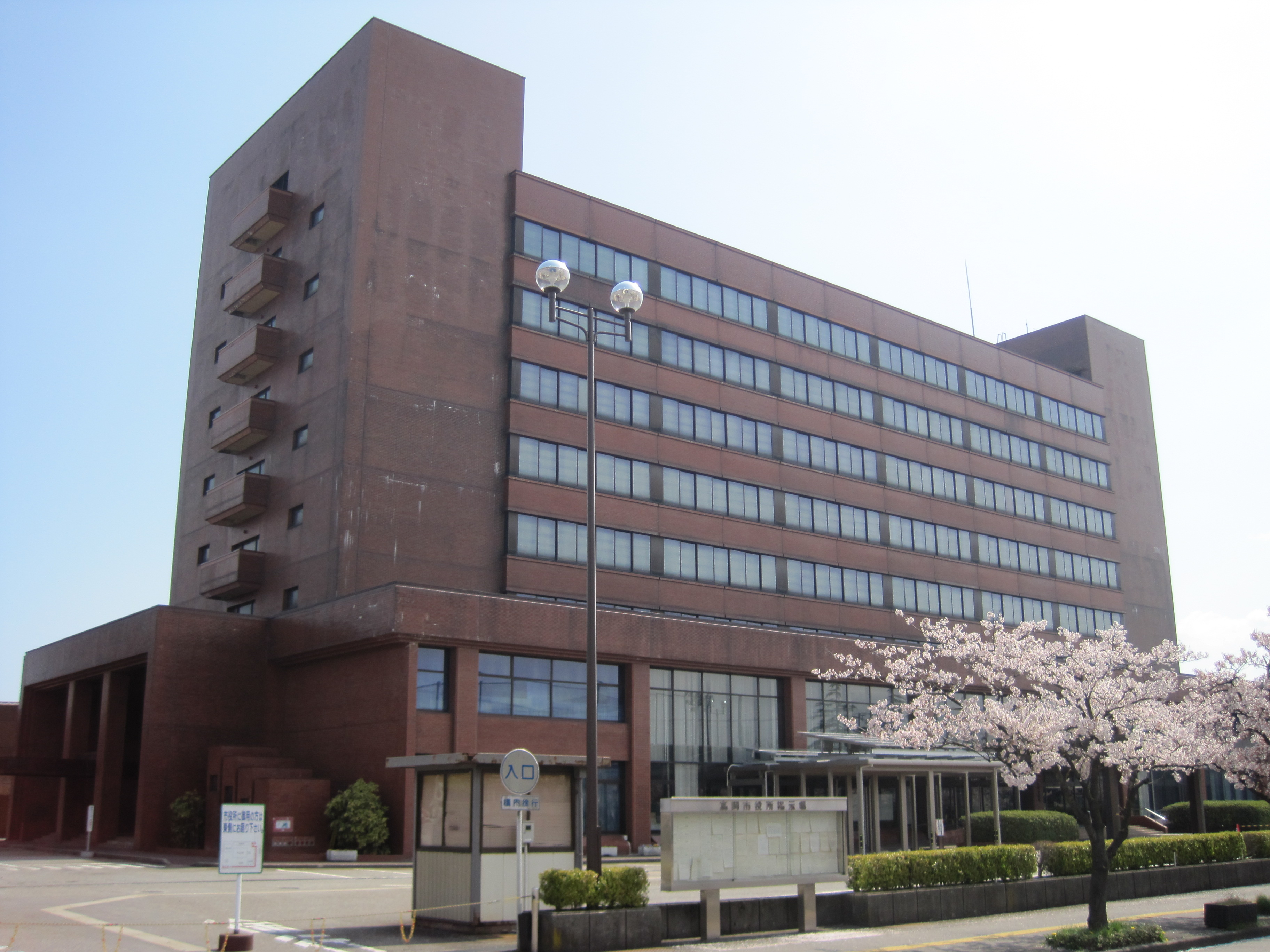
Ayuntamiento de Takaoka.

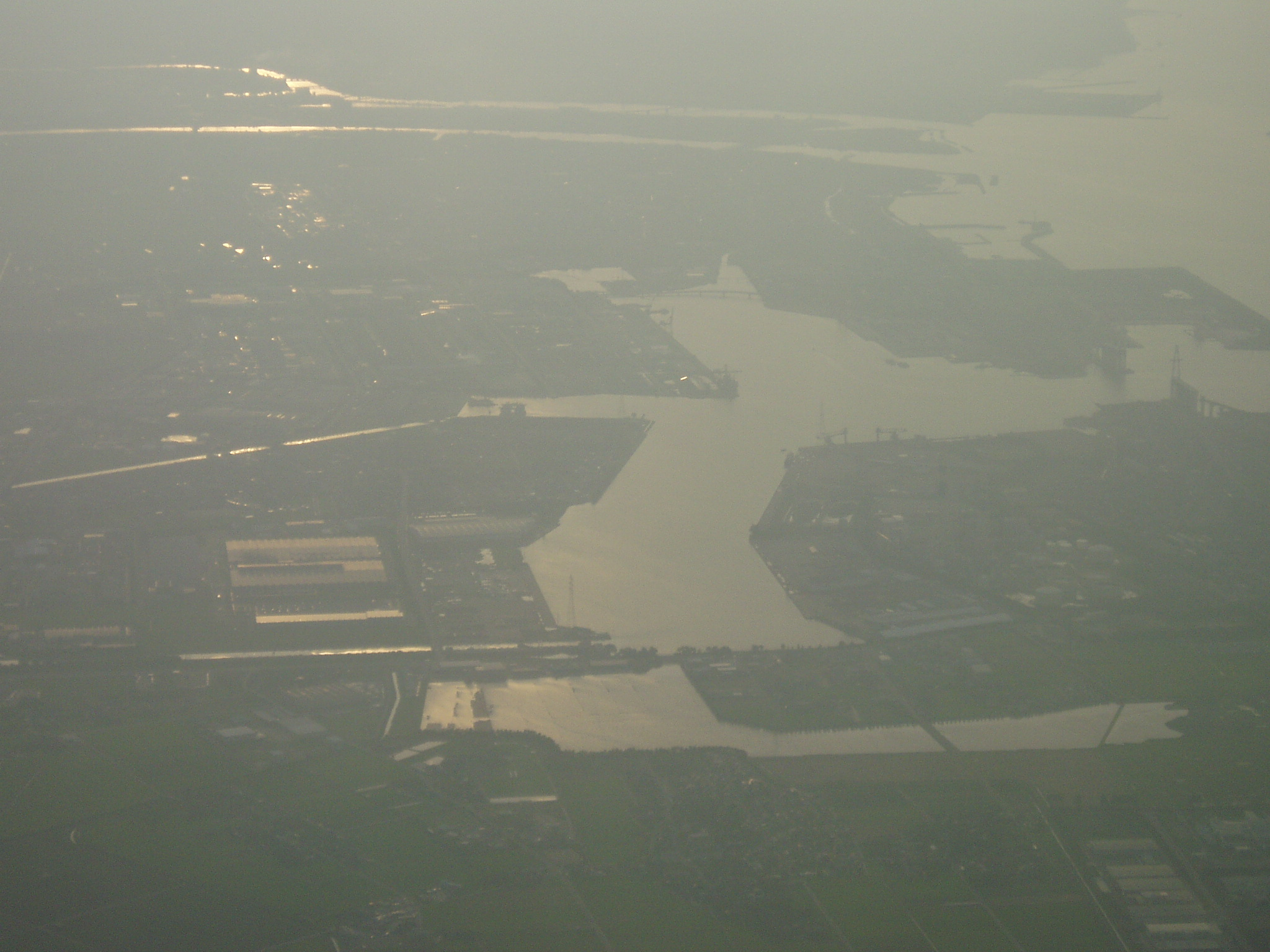
El nuevo puerto de Toyama.

## Geografía
Takaoka cubre un área de 209.42 km² (20,942ha), lo que equivale a aproximadamente el 5% de la superficie de la prefectura de Toyama. El área de superficie que comprende la ciudad es de 36.96 km² de bienes inmuebles, 61.02 km² de las tierras agrícolas, 22.69 km² de montañas y bosques, 80.43 km² de propiedad pública (parques etc.), 6.10 km² del páramo, y 2.18 km² de descampados.
La región de Takaoka se extiende 19,2 kilómetros de norte a sur, 24.5 km de este a oeste, con un perímetro de 125,9 kilómetros - que es aproximadamente igual a la longitud de la costa de la prefectura de Toyama (147 m). Takaoka limita con cuatro ciudades de la prefectura de Toyama (Himi, Oyabe, Tonami e Imizu) y dos ciudades de la prefectura de Ishikawa (Tsubata y Hondatsu Shimizu)
Desde su frontera con Himi a la zona suroeste de la ciudad, una cadena de montañas se extienden por unos 150 m hasta 300 m con un particularmente alto tramo de montañas centrado en torno al monte Futagami cerca de Himi. Los río Shogawa y el río Oyabegawa corren a través de Takaoka y los afluentes tejen su camino a través del centro de la ciudad. Incluyendo los ríos pequeños, con un total de 10 ríos fluyen a través de la ciudad. La costa Amaharashi se encuentra al norte de la región. Frente a la costa se encuentra la isla Otokoiwa. Otra isla, Onnaiwa, se encuentra cerca y es famosa y característica de los medios de promoción para la región la vista de esta isla en el marco de la gama de picos del monte Tate. Una sección de la llanura Imizu va desde el distrito central de la ciudad hacia el distrito oriental, y las llanuras Tonami que se extienden desde el oeste hacia el sur están salpicadas de pueblos en ciertas áreas.

### Clima
El clima de Takaoka es un clima subtropical húmedo (Clasificación climática de Köppen Dfb), similar al de gran parte de la costa del mar de Japón. Todas las regiones en la prefectura de Toyama pueden experimentar grandes cantidades de nieve en invierno. Dependiendo del año, la ciudad puede experimentar nevadas extraordinariamente importantes, como, por ejemplo, en 2006, cuando se registró una cantidad de nieve apilada de 1.4m de altura y 1,27 m en 2011. De acuerdo a los registros del clima, la temperatura media en 2010 fue de 14.5 °C, el nivel medio de humedad fue del 79%, la precipitación anual fue de aproximadamente 2,665.5 mm y hubo 1.634 horas de luz solar.
| Parámetros climáticos promedio de Fushiki, Takaoka, Toyama | Parámetros climáticos promedio de Fushiki, Takaoka, Toyama | Parámetros climáticos promedio de Fushiki, Takaoka, Toyama | Parámetros climáticos promedio de Fushiki, Takaoka, Toyama | Parámetros climáticos promedio de Fushiki, Takaoka, Toyama | Parámetros climáticos promedio de Fushiki, Takaoka, Toyama | Parámetros climáticos promedio de Fushiki, Takaoka, Toyama | Parámetros climáticos promedio de Fushiki, Takaoka, Toyama | Parámetros climáticos promedio de Fushiki, Takaoka, Toyama | Parámetros climáticos promedio de Fushiki, Takaoka, Toyama | Parámetros climáticos promedio de Fushiki, Takaoka, Toyama | Parámetros climáticos promedio de Fushiki, Takaoka, Toyama | Parámetros climáticos promedio de Fushiki, Takaoka, Toyama | Parámetros climáticos promedio de Fushiki, Takaoka, Toyama |
| Mes                                                        | Ene.                                                       | Feb.                                                       | Mar.                                                       | Abr.                                                       | May.                                                       | Jun.                                                       | Jul.                                                       | Ago.                                                       | Sep.                                                       | Oct.                                                       | Nov.                                                       | Dic.                                                       | Anual                                                      |
| ---------------------------------------------------------- | ---------------------------------------------------------- | ---------------------------------------------------------- | ---------------------------------------------------------- | ---------------------------------------------------------- | ---------------------------------------------------------- | ---------------------------------------------------------- | ---------------------------------------------------------- | ---------------------------------------------------------- | ---------------------------------------------------------- | ---------------------------------------------------------- | ---------------------------------------------------------- | ---------------------------------------------------------- | ---------------------------------------------------------- |
| Temp. máx. media (°C)                                      | 5.3                                                        | 5.8                                                        | 9.8                                                        | 16.1                                                       | 20.8                                                       | 23.9                                                       | 28.4                                                       | 30.4                                                       | 25.9                                                       | 20.2                                                       | 14.8                                                       | 9.1                                                        | 17.5                                                       |
| Temp. media (°C)                                           | 2.2                                                        | 2.4                                                        | 5.5                                                        | 11.4                                                       | 16.2                                                       | 20.2                                                       | 24.6                                                       | 26.3                                                       | 22.0                                                       | 16.0                                                       | 10.5                                                       | 5.4                                                        | 13.6                                                       |
| Temp. mín. media (°C)                                      | -0.4                                                       | -0.5                                                       | 1.7                                                        | 7.0                                                        | 12.1                                                       | 17.2                                                       | 21.7                                                       | 22.9                                                       | 18.7                                                       | 12.2                                                       | 6.7                                                        | 2.2                                                        | 10.1                                                       |
| Precipitación total (mm)                                   | 267.4                                                      | 178.3                                                      | 132.1                                                      | 119.2                                                      | 117.5                                                      | 187.7                                                      | 229.9                                                      | 168.8                                                      | 230.1                                                      | 167.7                                                      | 218.0                                                      | 266.1                                                      | 2282.8                                                     |
| Nevadas (cm)                                               | 171                                                        | 118                                                        | 28                                                         | 1                                                          | 0                                                          | 0                                                          | 0                                                          | 0                                                          | 0                                                          | 0                                                          | 2                                                          | 59                                                         | 379                                                        |
| Horas de sol                                               | 57.0                                                       | 73.8                                                       | 134.4                                                      | 174.0                                                      | 206.0                                                      | 156.1                                                      | 167.7                                                      | 201.1                                                      | 135.1                                                      | 138.5                                                      | 96.8                                                       | 64.3                                                       | 1604.8                                                     |
| Humedad relativa (%)                                       | 82                                                         | 79                                                         | 72                                                         | 70                                                         | 72                                                         | 79                                                         | 80                                                         | 77                                                         | 77                                                         | 74                                                         | 75                                                         | 79                                                         | 76.3                                                       |
| Fuente: NOAA (1961-1990)                                   |                                                            |                                                            |                                                            |                                                            |                                                            |                                                            |                                                            |                                                            |                                                            |                                                            |                                                            |                                                            |                                                            |

## Transporte

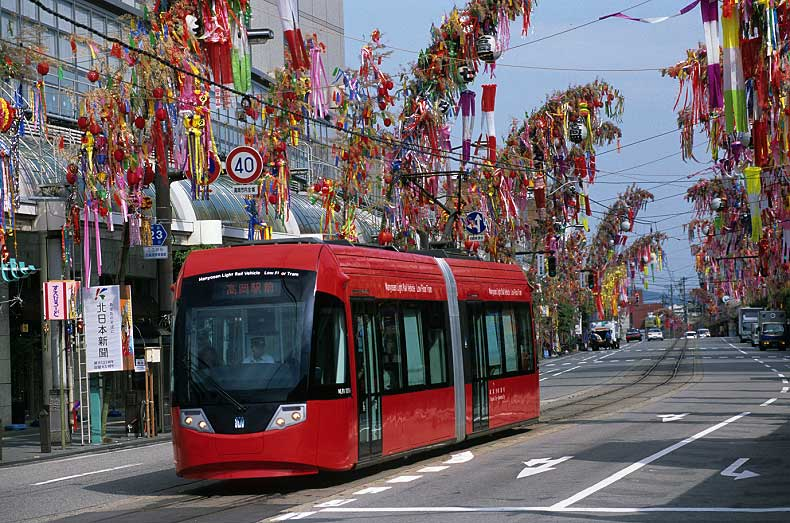
Tranvía de Takaoka.

Takaoka está servida por la JR West Estación Takaoka con el Hokuriku Main Line, la Línea Himi, y la línea de Jōhana. Dentro de la ciudad, Manyosen, dentro del puerto las líneas que ofrecen transporte son la Manyōsen Shin-Minato y Takaoka Kido.

## Economía
El periódico Yomiuri Shimbun tiene una sucursal en Takaoka.

## Historia
Originalmente, la región Takaoka fue llamado Sekino, pero cuando Maeda Toshinaga abrió la ciudad en 1609, que la nombró gracias a un verso del poema religioso Shihen que incluye la palabra «Takaoka». Además de esto, el hecho de que el castillo de Takaoka fue construido en una costa ligeramente elevada se piensa que es otro posible origen del nombre de Takaoka, ya que Taka significa "alto" y "Oka" significa "cerro o terreno elevado".
Los suburbios actuales de Takaoka formaron la capital provincial de la antigua provincia de Ecchu y Ōtomo no Yakamochi tomó posición como funcionario del gobierno en esta área. Durante su estancia de cinco años, escribió muchos poemas waka. Esta es la razón de que Takaoka fuera nombrada como Ciudad Manyō. Incluso hoy en día el evento principal es el festival anual de Manyō con recitales de los 20 Volúmenes del Man'yōshū.
En 1609, cuando Maeda Toshinaga del dominio Kaga entró en el Castillo Takaoka, abrió oficialmente la ciudad de Takaoka. En el momento de la apertura de la ciudad, se reorganizó para una población de menos de 5.000 habitantes y los Samurai Yashiki (residencias) se colocaron alrededor del castillo y hacia el sur de la meseta.
Sin embargo, en 1615, cuando se aprobó un decreto que iba a haber un único castillo en cada dominio feudal, el castillo de Takaoka fue destruido. En ese momento, la gente decía que las ciudades sin castillos caerían en declive, sin embargo Maeda Toshinagasiguió políticas que regularan el traslado de ciudadanos a Takaoka y promoviendo el desarrollo de Takaoka como una ciudad industrial. Esto dio lugar al inicio de la función de Takaoka como una ciudad de comercio e industria. También despegaron en este momento la elaboración en Takaoka de objetos de cobre y lacados.
Más recientemente, el 1 de abril de 1889, Takaoka se registró como una de las primeras ciudades de Japón, junto con 30 ciudades del país, incluyendo Hirosaki en la prefectura de Aomori.
Un decreto imperial en julio de 1899 estableció al puerto de Fushiki (ahora conocido como Puerto Fushiki Toyama) como un puerto abierto para el comercio con los Estados Unidos y Reino Unido.
El 1 de noviembre de 2005, la ciudad de Fukuoka (de distrito de Nishitonami) fue integrado en Takaoka. Por lo tanto, el Distrito de Nishitonami se disolvió como resultado de esta fusión.

## El Símbolo de Takaoka
Después de Takaoka fusionó con Fukuoka Machi en el año 2005, la Asociación de Fusión y un comité de selección eligió el símbolo actual de una selección de los celebrados por el público. El símbolo actual simboliza el mismo personaje (高) con los colores verde - para mostrar la naturaleza en Takaoka y Fukuoka, y azul - para mostrar la abundancia de agua en la región. 
La ciudad tiene dos mascotas - Yakamochi-kun, un personaje basado en el famoso poeta waka Otomo no Yakamochi y Toshinaga-kun, un personaje basado en el fundador de la ciudad Maeda Toshinaga.

## Población Foránea
A partir de 2011, la población brasileña de Takaoka se sitúa en aproximadamente 1430, la población china en aproximadamente 700, y de la población filipina en aproximadamente 360.

## Ciudades Hermanadas
Takaoka están hermanadas con las siguientes ciudades:
- Mirandópolis, São Paulo, Brasil.
- Fort Wayne, Indiana, Estados Unidos.
- Jinzhou, Liaoning, China.

Mirandópolis está situado aproximadamente 600 km al noroeste de São Paulo, Brasil. La relación de hermandad con Takaoka se inició en 1974 y desde entonces una gran variedad de actividades de intercambio han tenido lugar incluyendo el Programa de Intercambio de Embajador Junior de Buena Voluntad. Mirandópolis es también el hogar de la Escuela Japonesa Takaoka donde, desde 1993, los maestros han sido enviados para enseñar japonés a la comunidad brasileña-japonesa que vive allí.
Fort Wayne es la segunda ciudad más grande de Indiana después de Indianapolis. Ha sido una ciudad hermana con Takaoka desde 1977.
Takaoka es ciudad hermanada con Jinzhou en China desde 1985.
Takaoka también comparte una relación de intercambio cultural con la ciudad de Beverley, East Yorkshire en el Reino Unido. Las relaciones con la ciudad de Fukuoka (ahora fusionada con la ciudad de Takaoka) se iniciaron en 1997 gracias a un residente de Beverley interesado en la cría de la carpa que hizo las conexiones con un criador de Koi japonés en Fukuoka. Gracias a esta relación, el grupo "Fukuoka ‘Yoyukai’ Gagaku" han realizado actividades en el Reino Unido y, más recientemente, los estudiantes de secundaria de Takaoka han participado en viajes de intercambio a Yorkshire.

## Lugares de interés
- El Gran Buda de Takaoka

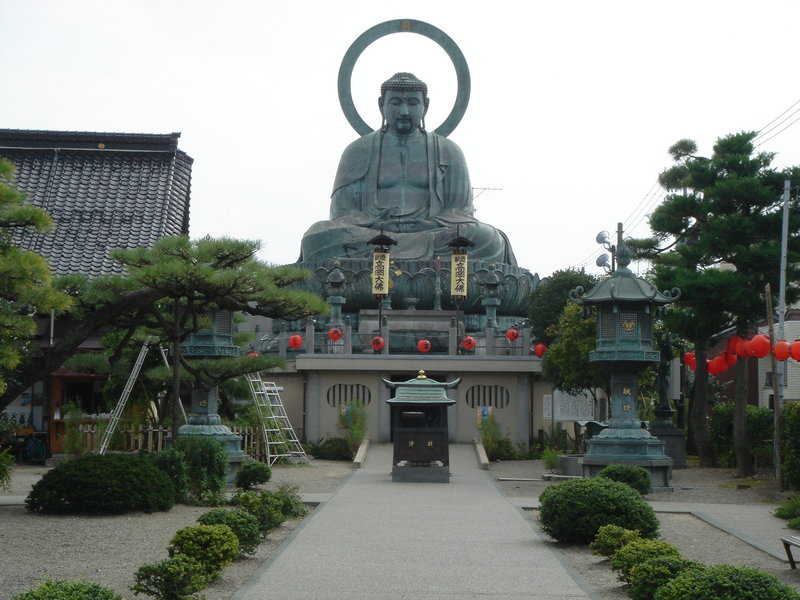
Gran Buda de Takaoka

Alcanzando una altura de casi 16 metros, el gran Buda de Takaoka es el tercero más grande de Japón. El Buda actual está hecho en bronce de Takaoka y se completó en 1933 después de que los Budas anteriores de madera quemaron. El Buda se encuentra junto al Templo Daibutsu en medio de una zona residencial en el centro de la ciudad de Takaoka.
- Parque Kojo

El Parque Kojo, el antiguo emplazamiento del castillo Takaoka, está situado a pocos pasos del centro de Takaoka. Dentro de los terrenos del parque más abundante en naturaleza, se encuentra el Santuario de Imizu, el Museo de Takaoka, el Takaoka Zoo, el Ayuntamiento, y el Gimnasio municipal. El foso que rodea el centro del parque es un lugar popular para disfrutar de la contemplación de la floración de los cerezos en primavera.
- Templo Zuiryū-ji

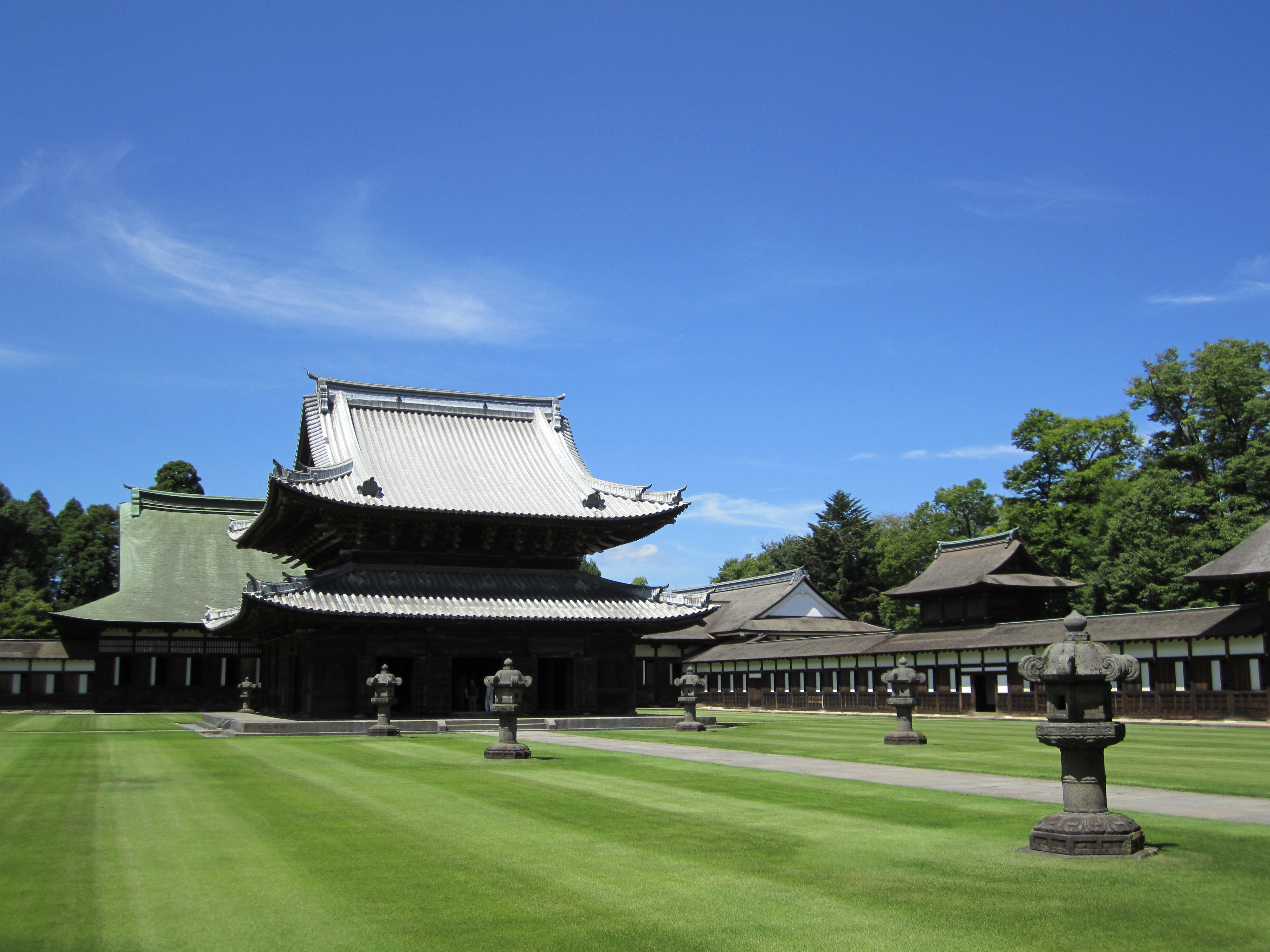
El templo Zuiryūji.

Terminado en 1663, el templo Zuiryu-ji, que se encuentra justo al sur de la estación de Takaoka, es un designado Tesoro Nacional de Japón. Este templo Zen fue construido para llorar por la muerte de Maeda Toshinaga que fortificó Takaoka y se celebra como una reminiscencia de la arquitectura de principios del Periodo Edo.
- La costa Amaharashi

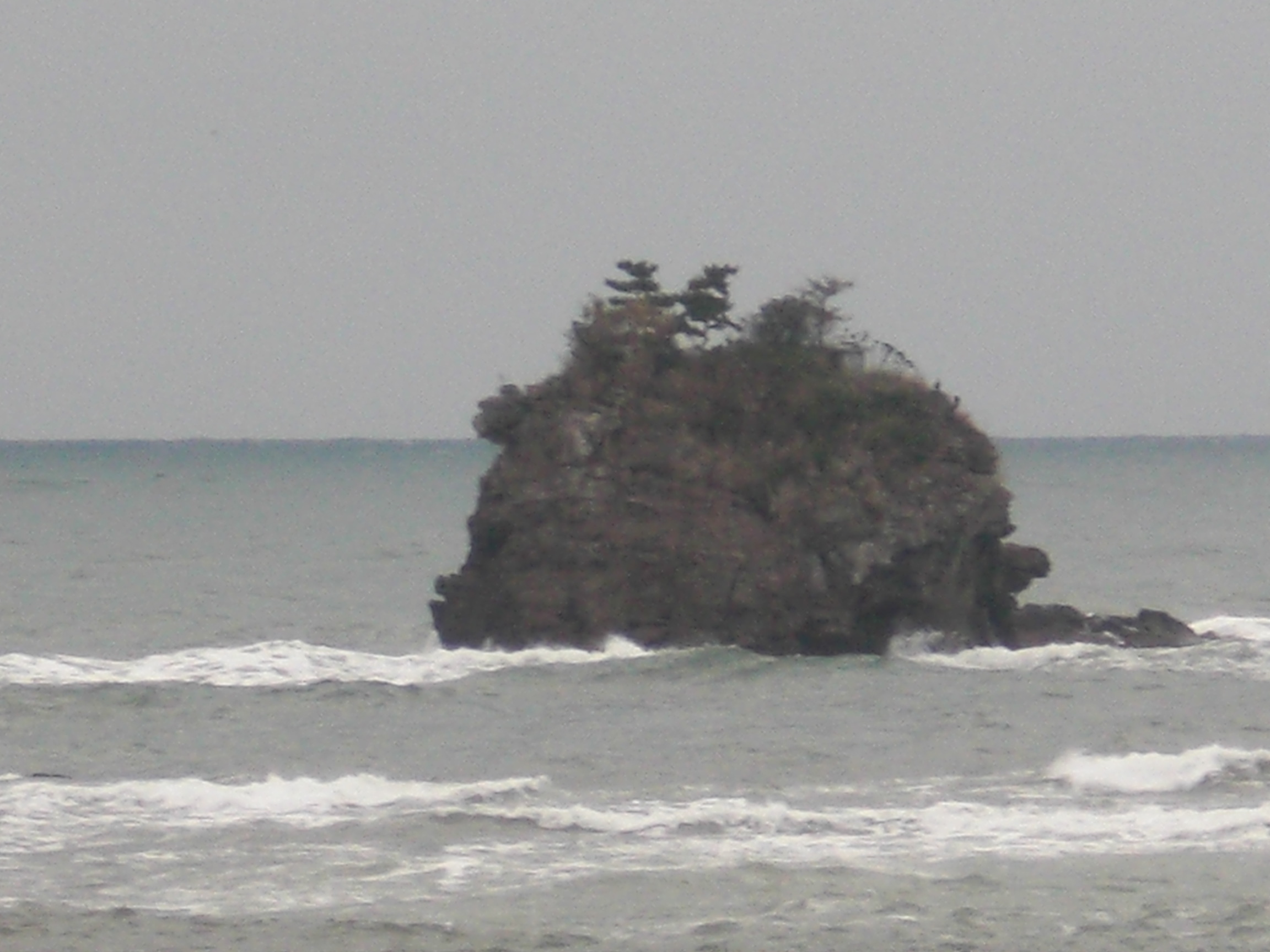
La roca "Otoko" en la bahía de Toyama.

La Costa Amaharashi, ubicada en la ciudad de Takaoka al norte con playas de arena y cuenta con impresionantes vistas de la isla Onnaiwa contra el telón de fondo de los picos del monte Tate.
- Kanayamachi

Kanayamachi es un área de Takaoka que cuenta con todos sus edificios tradicionales, ambos, almacenes y casas, que se han conservado desde el periodo Meiji. Es la cuna de la fabricación de objetos de cobre de Takaoka.
- Aeon Mall

Situado al sur de la estación Takaoka, el "Aeon Mall" albega a más de 120 tiendas, restaurantes y un cine. Fue inaugurado en 2002 y es el mayor centro comercial de la prefectura de Toyama.

## Festivales
- Festival Takaoka Mikurumayama (1 de mayo)

La tradición de esta fiesta comenzó cuando Maeda Toshinaga recibió una carroza de regalo por parte de Hideyoshi, una figura poderosa en el momento, y se la dio al pueblo de Takaoka. El festival cuenta con siete carrozas, hechas a mano en el estilo Momoyama de colores brillantes. Todas hacen su recorrido por las calles de Takaoka.
- Festival Fushiki Hikiyama (15 de mayo)

El festival Hikiyama en la ciudad portuaria de Fushiki se llama por los lugareños 'Kenkayama' (lucha contra las carrozas). Durante el día las carrozas están adornadas con flores, y por la noche están decoradas con lámparas de papel. Las carrozas se entrechocan entre sí al ritmo de los tambores de guerra "yamaga".
- Festival Goin (19/20 de junio)

El festival Goin celebra la bondad de Maeda Toshinaga que se encargó de difundir las ruedas que se realizaban en la ciudad, al ponerlas con su sello en los documentos. Durante el festival, la danza Yagaefu (danza procesional se realiza con palos de bambú) que así mismo se ejecuta en las calles de Kanayamachi.
- Toide Tanabata (3–7 de julio)

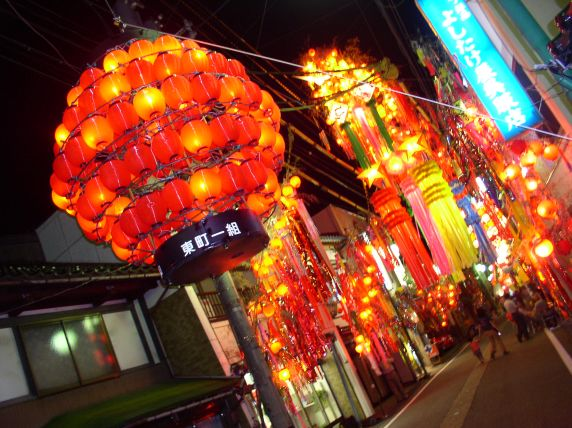
Festival Toide Tanabata (Toide, Takaoka).

Una gran colección de alrededor de 1000 "Tanabata" de varios tamaños, incluyendo de 20 m de altura Tanabata jumbo, se realiza un amplio despliegue de túneles como el arco de los años en la calle principal de la ciudad.
- Festival Tanabata de Takaoka (principios de agosto)

El Festival Tanabata de Takaoka es un símbolo de verano, cuando las calles están llenas de miles de seguidores de Tanabata para celebrar la unión de Orihime e Hikoboshi, dos deidades que, según la leyenda, sólo se les permite reunirse una vez al año.
- Festival Fukuoka Machi Tsukurimon (23/24 de septiembre)

El festival Tsukurimon es un festival con más de 300 años de historia. Esculturas que representan lugares de interés locales y personajes famosos están hechos de frutas y verduras y se muestra por toda la ciudad.
- Festival del espantapájaros Nakada (finales de septiembre)

Representando los acontecimientos actuales y personajes famosos, los espantapájaros se realizan con materiales de uso cotidiano: por ejemplo, paja y madera, y se muestran alrededor de la principal zona comercial del distrito de Nakada. 
- Festival Takaoka Manyō (primer fin de semana de octubre)

Este es el mayor evento de otoño celebrado para rememorar la tradición Manyō con un maratón de recital de poesía que dura tres días y tres noches. La completa antología poética de los 20 Volúmenes del Man'yōshū es recitada por un amplio número de participantes en forma de relevos.
- Festival Takaoka Nabe (mediados de enero)

El pescado fresco y mariscos del mar de Japón son cocinados en calderos de latón hechos con técnicas de fundición locales.

## Personas célebres de la ciudad
- Tadamasa Hayashi (1853–1906), marchante de arte contribuyó a la introducción de las tendencias del arte mundial en Japón y la exportación de arte japonés en todo el mundo.
- Jokichi Takamine (1854–1922), científica especializada en la ingeniería y la farmacología. Cofundadora del Instituto de Ciencias Naturales RIKEN y primero en el mundo en descubrir la Adrenalina.
- Sosen Mishima (1876–1934), autor y crítico teatral cuya carrera despegó a principios del siglo XX gracias a su espacio "Kaiboshitsu" (Sala de disección) que fue publicado en el periódico Chuo Koron.
- Kingetsu Murozaki (1891–1977), compositor y fundador de la Escuela de Música de Chuo, Tokio. Famoso por 'Yuhi' (Puesta de Sol) en la que el que escribió una canción acerca de la vista de la puesta de sol en el parque Kojo de Takaoka.[11]
- Eichi Kanamori (1908–2001), tiene importantes reconocimientos como bien cultural intangible (un tesoro nacional vivo) como un grabador de metal líder en el arte de la latonería de Takaoka.[12]
- Fujiko Fujio (1933–1996), el nombre de dibujante de Hiroshi Fujimoto, lo tiene junto con el de "Abiko Motoo" y es famoso por crear muchos personajes populares incluyendo el mundialmente famoso ‘Doraemon’.
- Komin Ozawa (nacido en 1941), ha sido reconocido como un activo significativo del patrimonio cultural inmaterial (un tesoro nacional vivo), Ozawa es conocido como el maestro del arte "Chukin" de la fundición haciendo utensilios y vasos mediante el vertido de metal fundido en un molde.[13]
- Jun Fubuki (nacido en 1952), actriz, famosa por sus papeles en películas como: "Muno no hito" en 1991 donde ganó el premio a la mejor actriz en el Festival de Cine de Yokohama.
- Yojiro Takita (nacido en 1955), cineasta cuya película del 2008 Okuribito ganó un premio de la Academia de Estados Unidos para la mejor película extranjera.
- Izumi Matsumoto, artista Manga.

## Algunas vistas de Takaoka

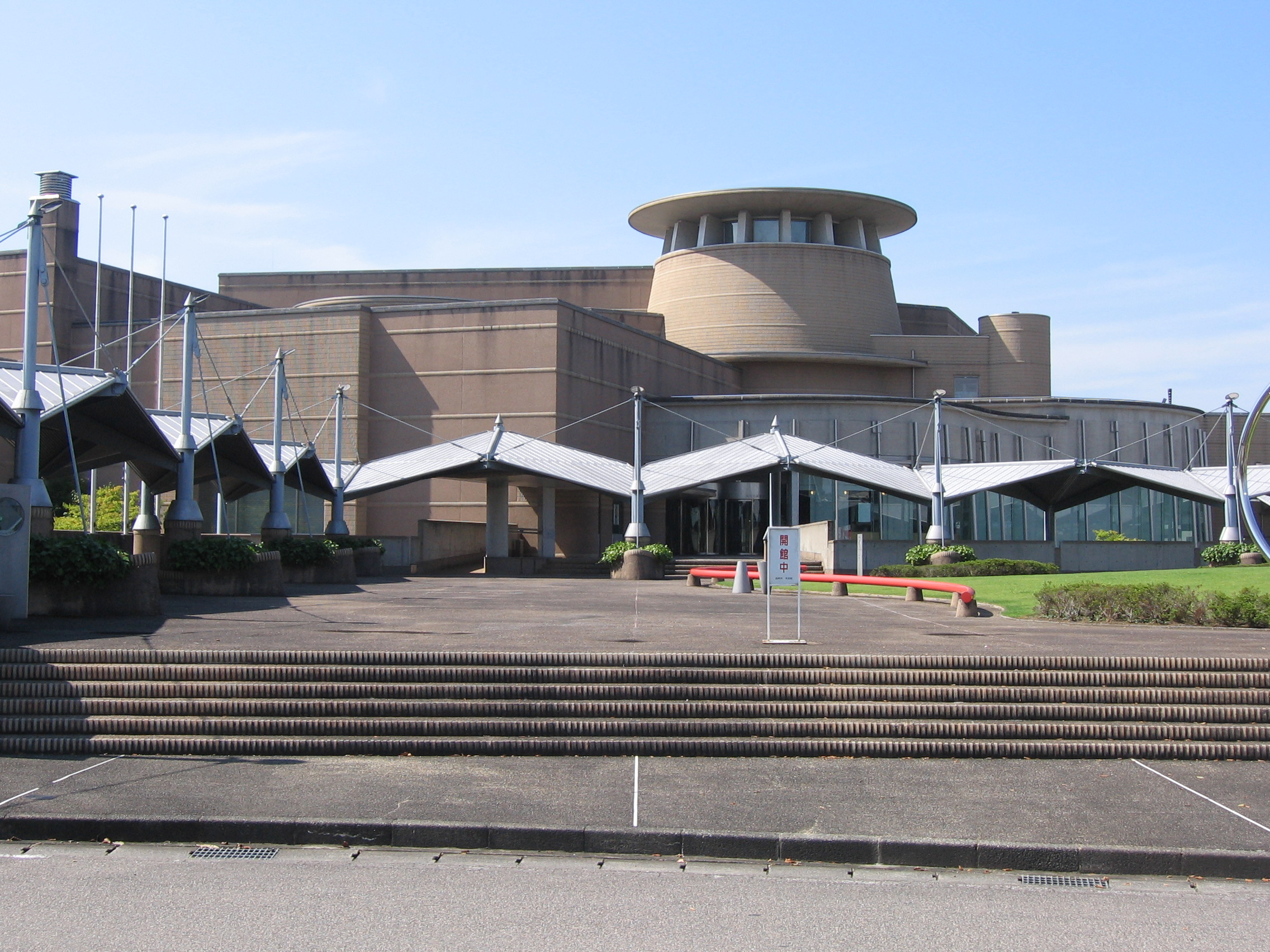
Museo de arte de Takaoka.
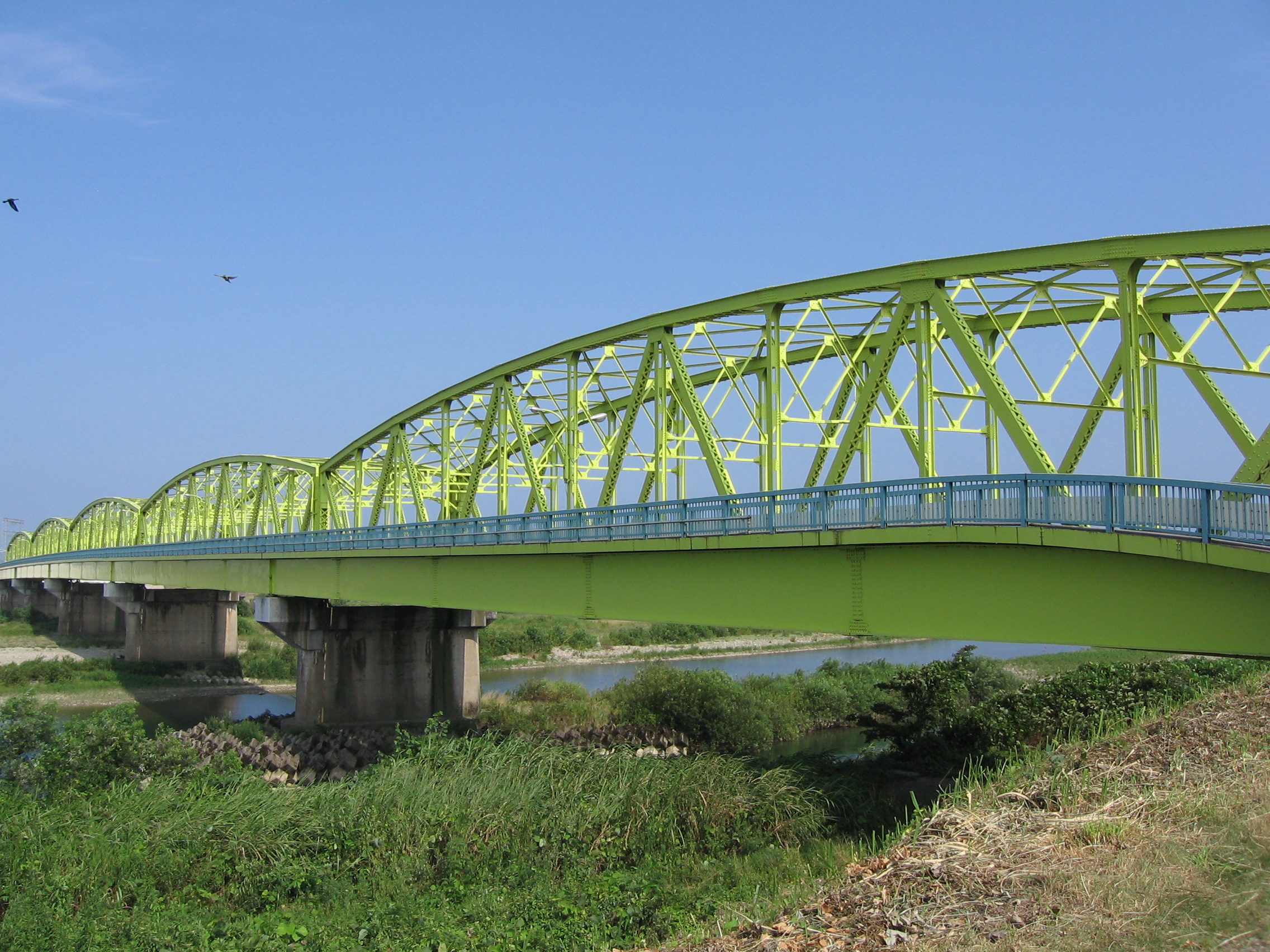
El puente de Takaoka.
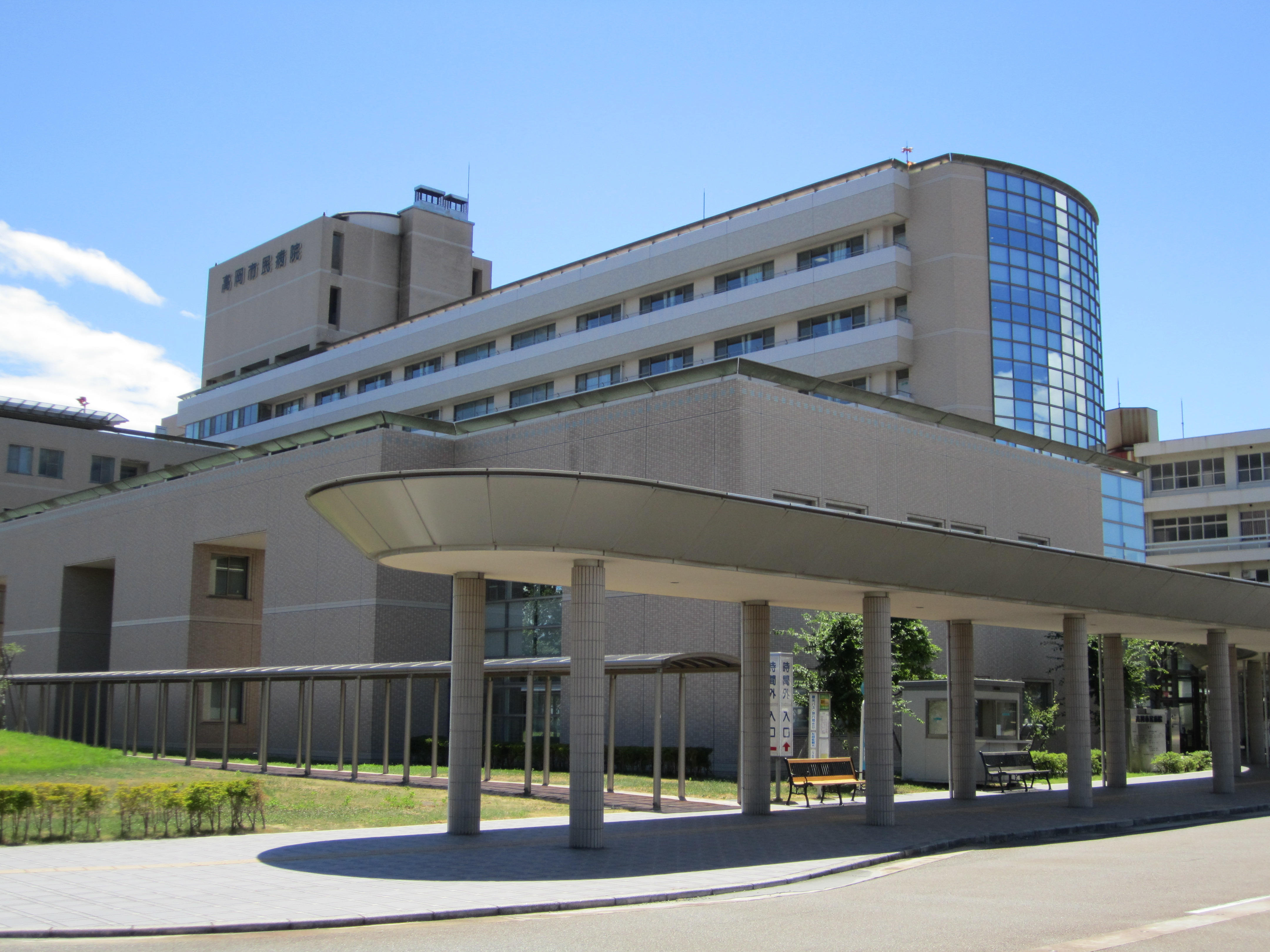
Hospital Municipal de Takaoka.
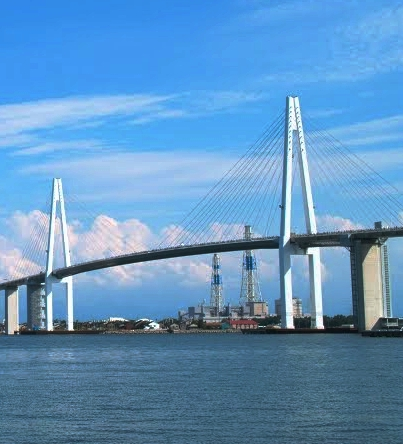
Vista del puente Shiminato.
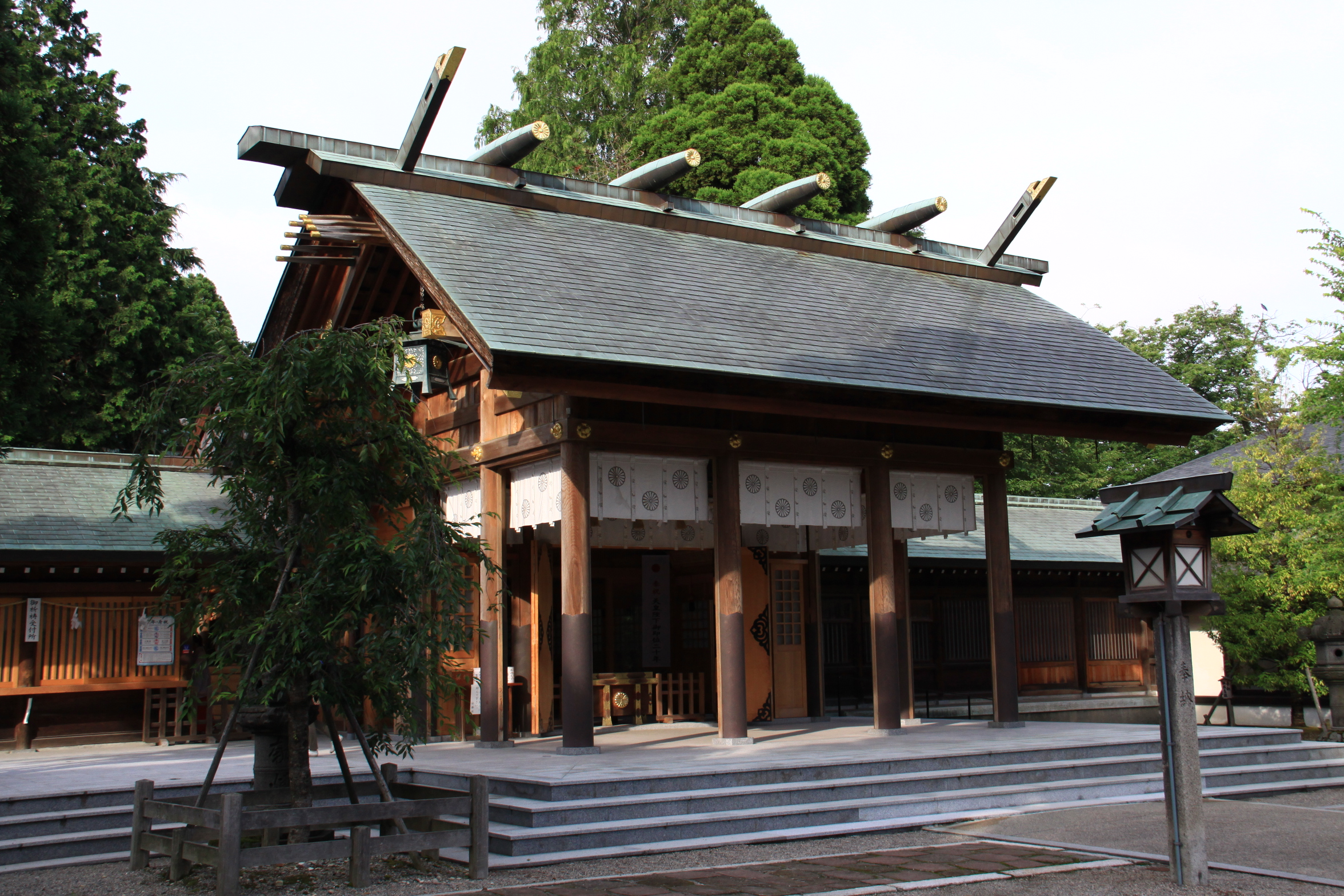
Imizu-jinja.
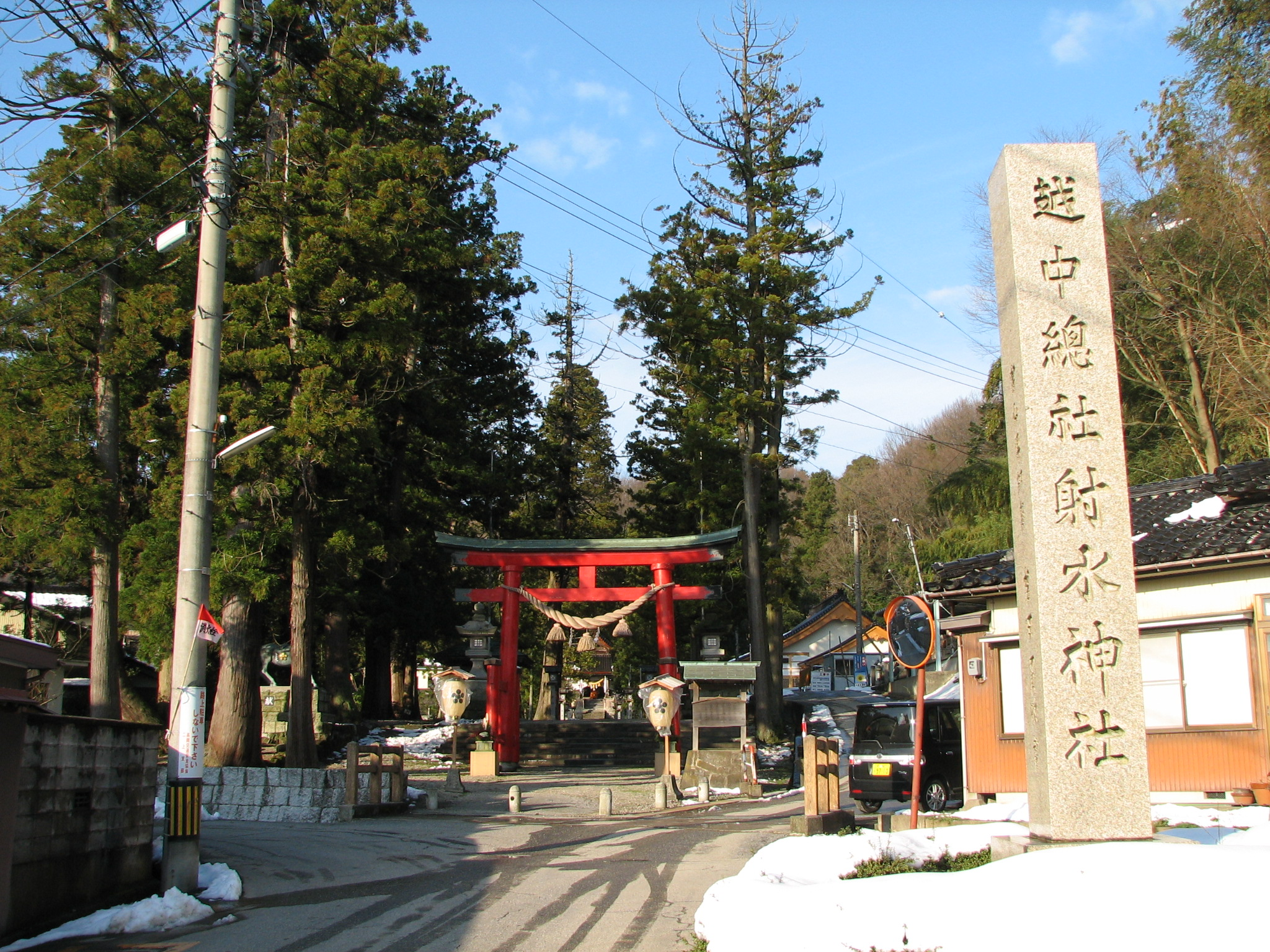
Entrada del santuario Futagami-imizu-jinja.
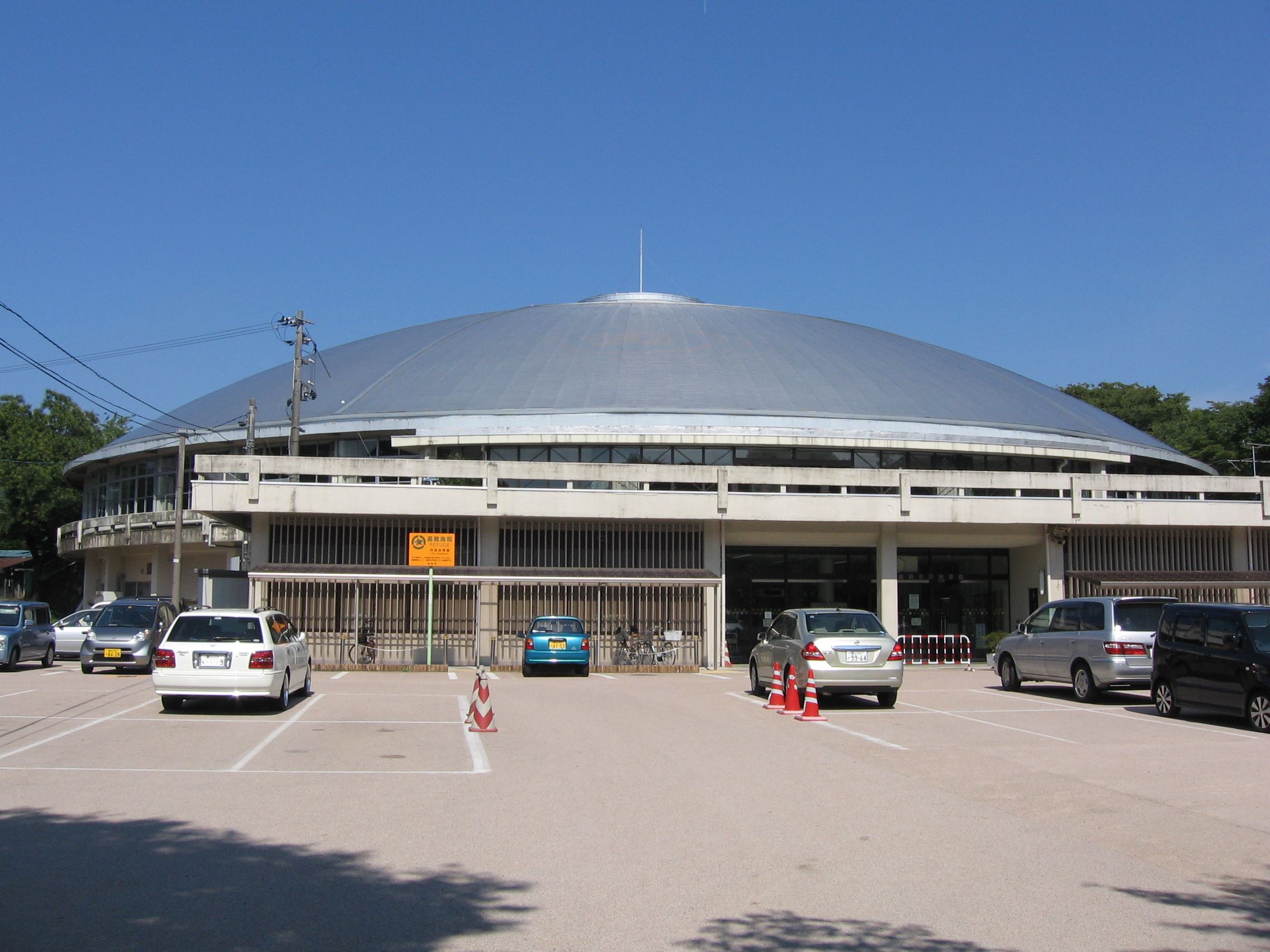
Gimnasio municipal de Takaoka.
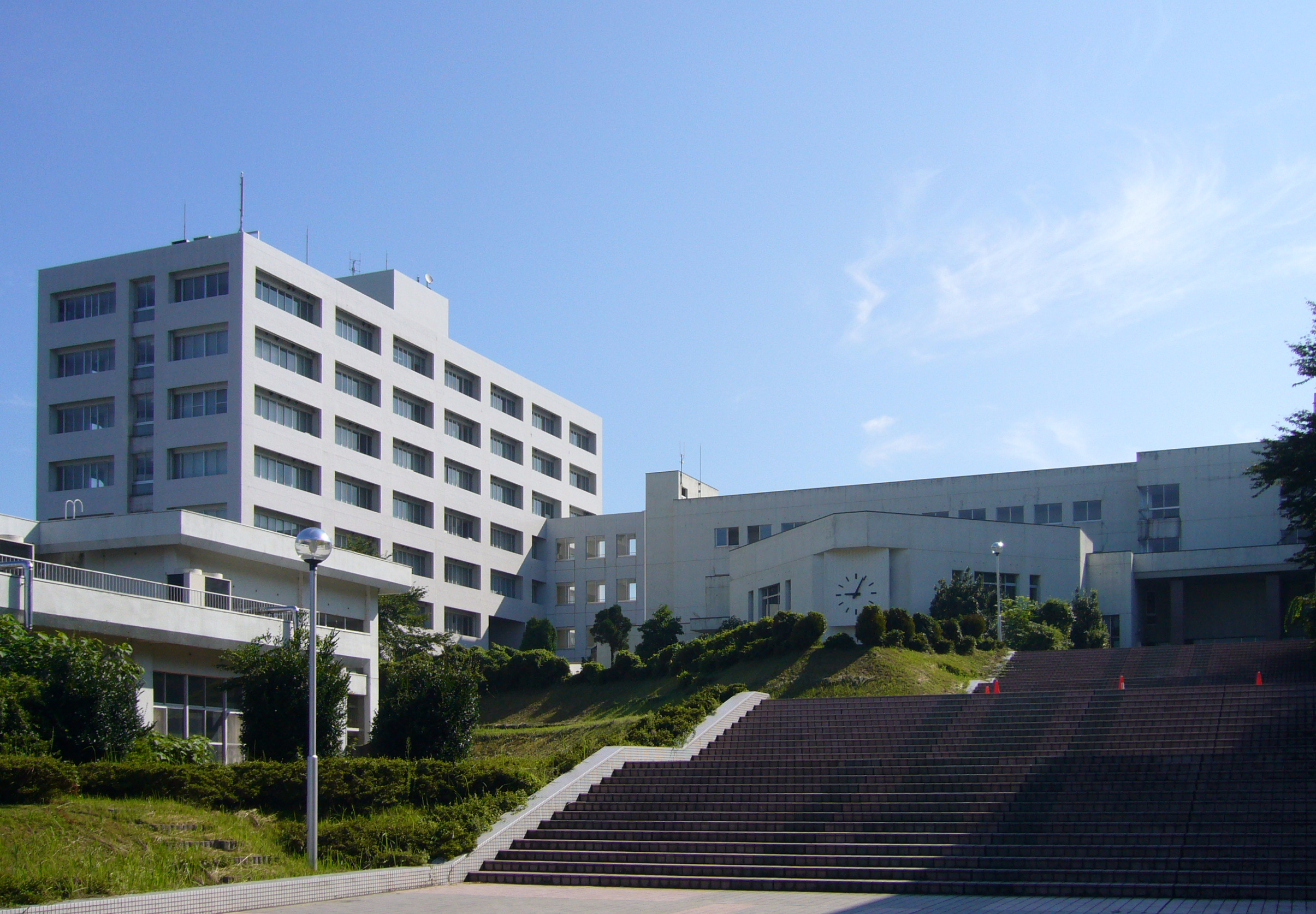
Universidad de Toyama.